# Nolana aenigma
Nolana aenigma ist eine Pflanzenart aus der Gattung Nolana. Sie ist nur von einem Standort in Peru bekannt.

## Beschreibung

### Vegetative Merkmale
Nolana aenigma ist eine sukkulente, krautige, einjährige Pflanze, die unbehaart ist, stark verzweigt und bis zu 40 cm lange Stängel besitzt. Die Laubblätter haben 1 bis 1,5 cm lange Blattstiele, die Blattspreiten sind herzförmig bis nierenförmig oder eiförmig, sie erreichen eine Länge von 1,5 bis 2,5 cm und eine Breite von ebenfalls 1,5 bis 2,5 cm. Die Blätter sind ganzrandig, nach vorn hin stumpf oder abgerundet, die Basis ist stumpf bis herzförmig.

### Blüten und Früchte
Die Blüten stehen einzeln in den Achseln der oberen Laubblätter. Der kräftige, unbehaarte Blütenstiel ist 1,5 bis 2,0 cm lang. Der Kelch ist glockenförmig und zur Blütezeit 4 bis 4,5 mm breit. Er ist fünfzipfelig, die Zipfel gleichen sich, sie sind lanzettlich, 4,5 bis 5 mm lang, 2 bis 2,5 mm breit, nach vorn hin spitz und bleistiftförmig. Die Krone ist glockenförmig, etwa 12 mm breit und 8 mm lang, violett bis lavendelfarben gefärbt. Die Innenseite ist unbehaart, entlang der Aderung der Außenseite ist die Krone mit einreihigen Trichomen behaart.
Die fünf Staubblätter stehen nicht über die Krone hinaus, die Staubfäden setzen im unteren Drittel der Krone an, sind gleich lang und 4 bis 4,5 mm lang, an der Basis filzig behaart. Die Theken der Staubbeutel sind etwa 1,5 mm lang und breit, violett und unbehaart. Der Fruchtknoten besteht aus fünf Fruchtblättern, ist unbehaart, etwa 1 mm lang und 1 bis 1,5 mm breit, an der Basis befindet sich ein Nektarium mit einem Durchmesser von 2 mm. Der 4,5 bis 5 mm lange Griffel steht nicht über die Krone hinaus, die Narbe befindet sich seitlich, ist grün gefärbt und etwa 1,5 mm lang.
Die Blütezeit liegt im Februar. Früchte wurden nur im unreifen Zustand gefunden, es waren aus fünf Teilfrüchten bestehende Sammelfrüchte.

## Vorkommen und Standorte
Nolana aenigma ist von einem einzigen Standort bekannt, an dem während des El-Niño-Einflusses von 1998 eine einzige Pflanze innerhalb einer dichten Population von Nolana humifusa gefunden wurde. Der Standort befindet sich am Fuße des Cerro Cabezón, etwa 20 km von Trujillo (Peru).
In den folgenden Jahren (Stand 2007) konnte am Standort keine weitere Pflanze der Art gefunden werden, jedoch könnte beim nächsten Eintreten eines El Niño ein neues Auftauchen der Art beobachtet werden.

## Etymologie
Das Art-Epitheton leitet sich vom Wort Enigma ab und bezieht sich auf das rätselhafte Auftauchen der Art.

## Systematik
Die Art ist bisher noch nicht in molekulargenetische Untersuchungen einbezogen worden. Unter den peruanischen Arten der Gattung ist sie vor allem durch den aufrechten Wuchs, der basalen Verzweigung und den kurzen Kronen recht markant. Der aufrechte Wuchs ist aus Peru sonst nur von Nolana adansonii bekannt, diese Art ist jedoch durch die violetten Stängel und die aus 10 bis 15 Teilfrüchten bestehenden Sammelfrüchte von Nolana aenigma zu unterscheiden. Die herz- bis nierenförmige Blattform ist auch in der chilenischen Art Nolana paradoxa zu finden, diese Art wächst jedoch niederliegend und hat deutlich größere Blüten und aus 15 bis 20 Teilfrüchten bestehende Sammelfrüchte.